# Liste der Straßennamen von Cacilhas
Die Liste der Straßennamen in Cacilhas listet Namen von Straßen und Plätzen der Freguesia Cacilhas im portugiesischen Kreis Almada auf und führt dabei auch die Bedeutungen und Umstände der Namensgebung an. Aktuell gültige Straßenbezeichnungen sind in Normalschrift angegeben, nach Umbenennung oder Überbauung nicht mehr gültige Bezeichnungen in Kursivschrift.

## Straßen in alphabetischer Reihenfolge

### #
- Avenida 25 de Abril de 1974 ⊙
benannt nach dem Tag der Nelkenrevolution

### A
- Largo Alfredo Diniz (Alex) ⊙
benannt nach dem Kommunisten und Widerstandskämpfer Alfredo Dinis, genannt „Alex“ (1917–1945)
- Avenida da Aliança Povo MFA ⊙
benannt nach dem Movimento das Forças Armadas (MFA)
- Rua Antero de Quental ⊙
benannt nach dem Dichter Antero de Quental (1842–1891)
- Rua António Nobre ⊙
benannt nach dem Dichter António Nobre (1867–1900)

### B
- Praceta Barradas de Carvalho ⊙
- Rua Barradas de Carvalho ⊙
- Praceta do Beira Mar Atlético Clube de Almada ⊙
benannt nach dem Sportverein Beira Mar Atlético Clube de Almada
- Largo dos Bombeiros Voluntários ⊙
benannt nach den Bombeiros Voluntários, der Freiwilligen Feuerwehr
- Beco do Bom Sucesso ⊙

### C
- Rua Cândido dos Reis ⊙
benannt nach dem Flottillenadmiral Carlos Cândido dos Reis (1852–1910)
- Rua Carvalho Freirinha ⊙
- Rua Columbano Bordalo Pinheiro ⊙
benannt nach dem Maler Columbano Bordalo Pinheiro (1857–1929)
- Rua Comandante António Feio ⊙
- Rua Comandante Eduardo Alves ⊙

### D
- Rua Dom Luís de Noronha ⊙
- Rua Dom Sancho I ⊙
benannt nach König Sancho I. (1154–1211)
- Travessa Dom Sancho I ⊙
benannt nach König Sancho I. (1154–1211)
- Rua Dona Maria da Silva ⊙

### E
- Praceta Elias Garcia ⊙
benannt nach dem Journalisten und Politiker José Elias Garcia (1830–1891)
- Rua Elias Garcia ⊙
benannt nach dem Journalisten und Politiker José Elias Garcia (1830–1891)
- Rua Emília Pomar ⊙
benannt nach der Dichterin Emília Pomar (1857–1944)
- Rua Eugénio de Castro ⊙
benannt nach dem Dichter Eugénio de Castro (1869–1944)

### F
- Praceta Florbela Espanca ⊙
benannt nach der Dichterin Florbela Espanca (1894–1930)
- Rua Frei Bernardo de Brito ⊙
benannt nach dem Zisterziensermönch Bernardo de Brito (1569–1617)

### G

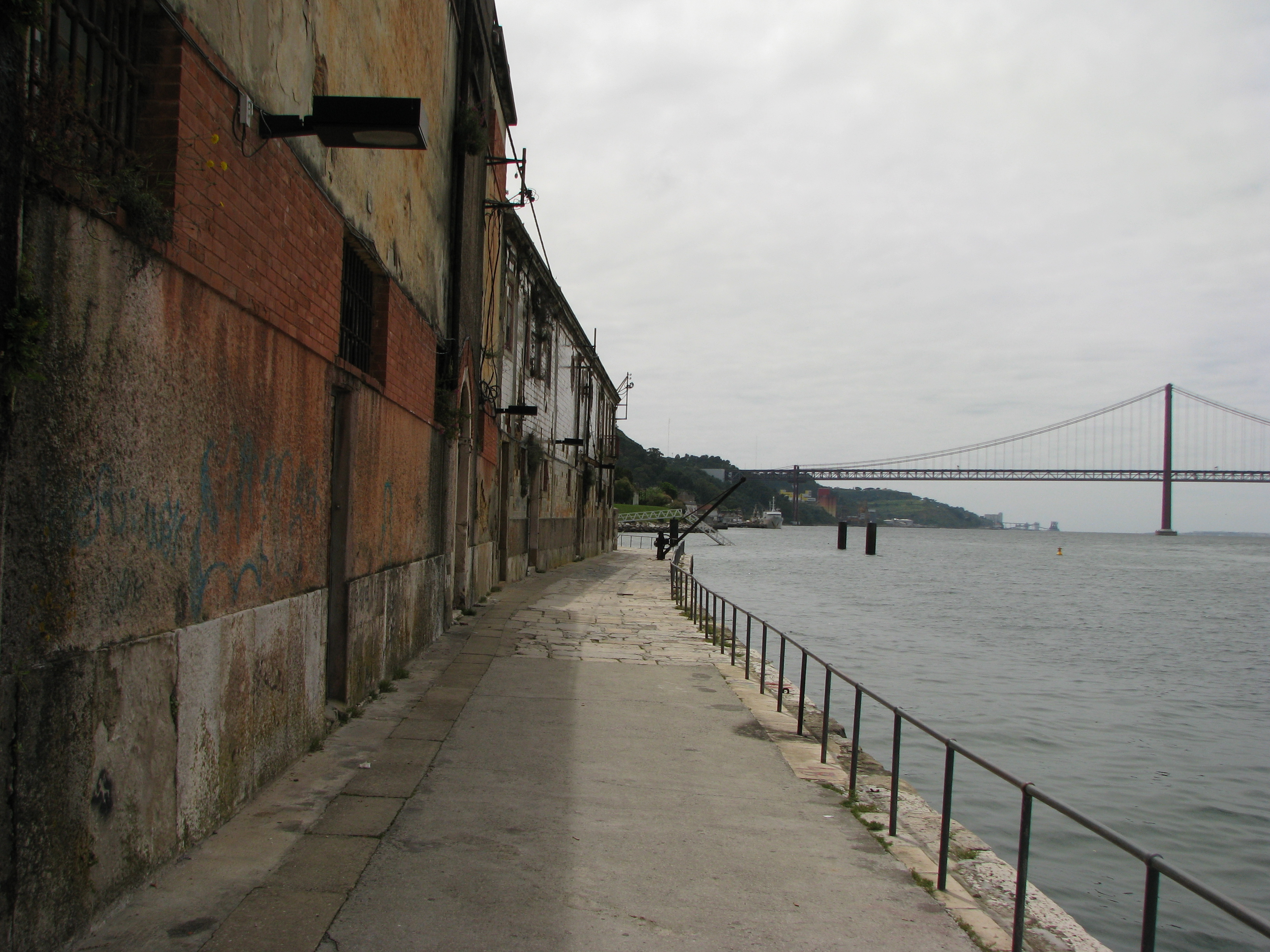
Die Rua do Ginjal am Südufer des Tejo

- Praça Gil Vicente ⊙
benannt nach dem Dichter Gil Vicente (~1465–1536)
- Rua do Ginjal ⊙
- Rua Gonçalves Crespo ⊙
benannt nach dem Juristen und Dichter António Cândido Gonçalves Crespo (1846–1883)

### I
- Praceta Infanta Dona Beatriz ⊙
benannt nach Prinzessin Beatrix von Portugal (wohl 1373–nach 1409)
- Rua Infanta Dona Beatriz ⊙
benannt nach Prinzessin Beatrix von Portugal (wohl 1373–nach 1409)
- Rua Irene Lisboa ⊙
benannt nach der Schriftstellerin und Pädagogin Irene Lisboa (1892–1958)

### J
- Rua João Luís da Cruz ⊙
- Praceta Jorge de Paiva ⊙
benannt nach dem Fechter Jorge de Paiva (1887–1937)
- Praceta do Jornal de Almada ⊙
- Rua Júlio Diniz ⊙
benannt nach dem Arzt und Schriftsteller Júlio Dinis (1839–1871)

### L
- Rua Liberato Teles ⊙

### M
- Pátio da Margueira ⊙
- Azinhaga da Margueira Nova ⊙
- Praceta Maria Machado ⊙
- Rua Maria Machado ⊙
- Rua Mário de Sá Carneiro ⊙
benannt nach dem Dichter Mário de Sá-Carneiro (1890–1916)

### R
- Rua Romeu Correia ⊙
benannt nach dem Schriftsteller und Dramaturgen Romeu Correia (1917–1996)

### S
- Praceta Sebastião da Gama ⊙
benannt nach dem Dichter Sebastião da Gama (1924–1952)

### T
- Rua Trindade Coelho ⊙
benannt nach dem Schriftsteller José Trindade Coelho (1861–1908)

- Karte mit allen Koordinaten:
- OSM |
- WikiMap